# DOO
DOO는 대한민국의 가수다. 2018년 싱글 《LOVE ALWAYS》로 데뷔했다.

## 학력
- 경희대학교 Post-Modern 음악학과

## 방송
- 보이스 코리아 2020 (2020) - Top16

## 음반
- LOVE ALWAYS (2018)
- Sorry (2019)
- 콧노래 (2019)
- 2019 인디스땅스 (2019.10)
- 2019 인디스땅스 (2019.11)
- Summer Night (2021)

## 작곡, 편곡
- 박다예 ‘돌아와요’ - 편곡, 건반, 코러스
- N.CUS '니가 듣고싶다' - 편곡, 건반
- 도리토리 ‘안녕 오랜만이야’ - 편곡, 건반
- 도리토리 ‘정말 좋다니까’ - 편곡
- 임상현 ‘그 땐 당연했던 너의 모든게’ - 작사, 작곡, 편곡
- 대금이누나 리메이크앨범 ‘내가 너의’ - 편곡, 건반
- 길원옥, 평 화나비 '아리랑', '한많은 대동강' - 수어, 수화
- 오곤 ‘고양이 집‘ - 건반
- Ritten(리튼) '삼켰어' - 편곡
- 범's '느낌아니까' - 편곡

## 공연
- 유명 LIVE Club 공연 (2019)
- 제53회 라이브 클럽 데이 (2019)

## 수상
- 전국 오월 창작가요제 (2014)
- 2019 인디스땅스 Top5 (2019)